# Liste des sénateurs des États-Unis pour le Dakota du Nord
Cet article dresse la liste des membres du Sénat des États-Unis élus de l'État du Dakota du Nord depuis son admission dans l'Union le 2 novembre 1889.

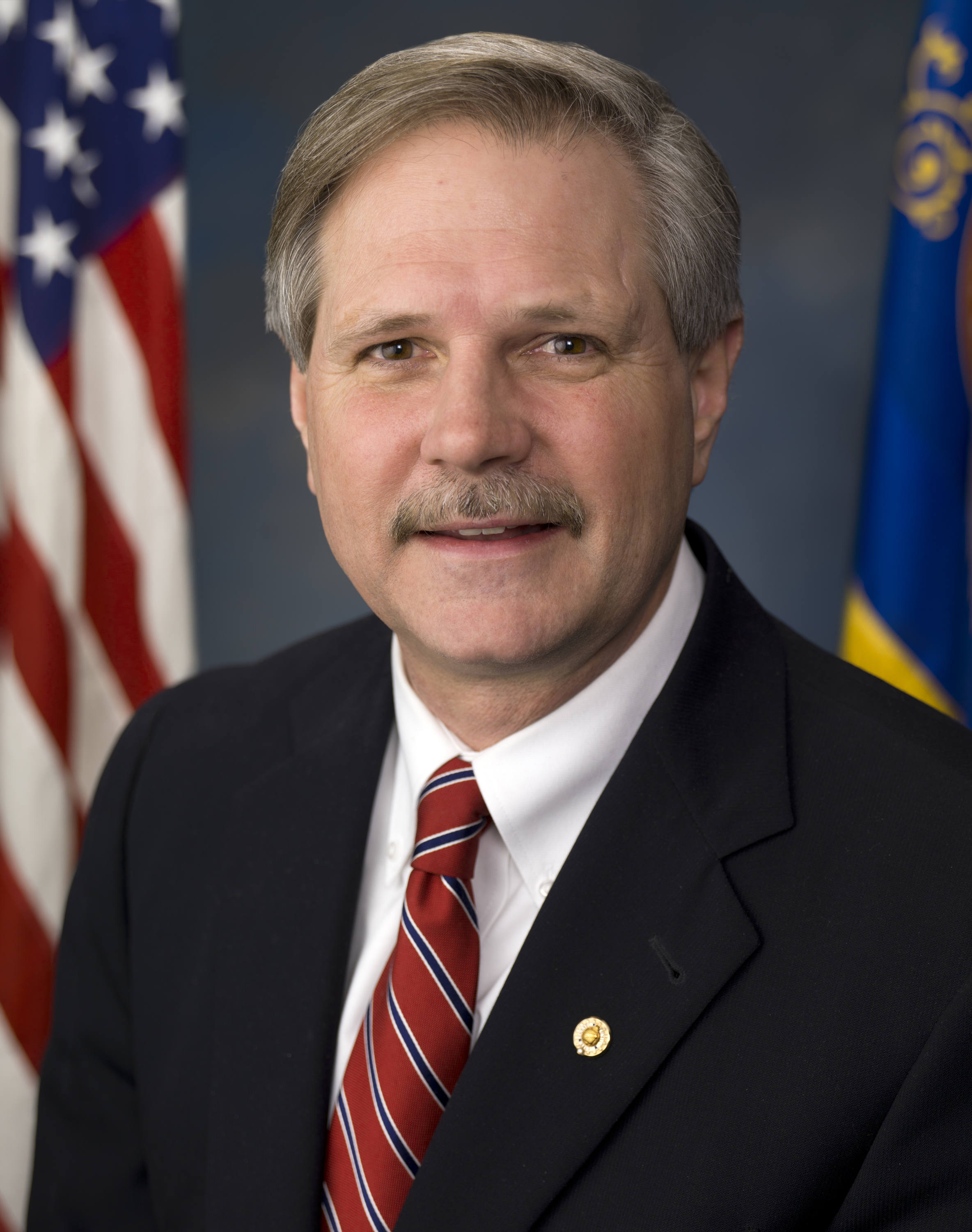
John Hoeven (R), sénateur depuis 2011.
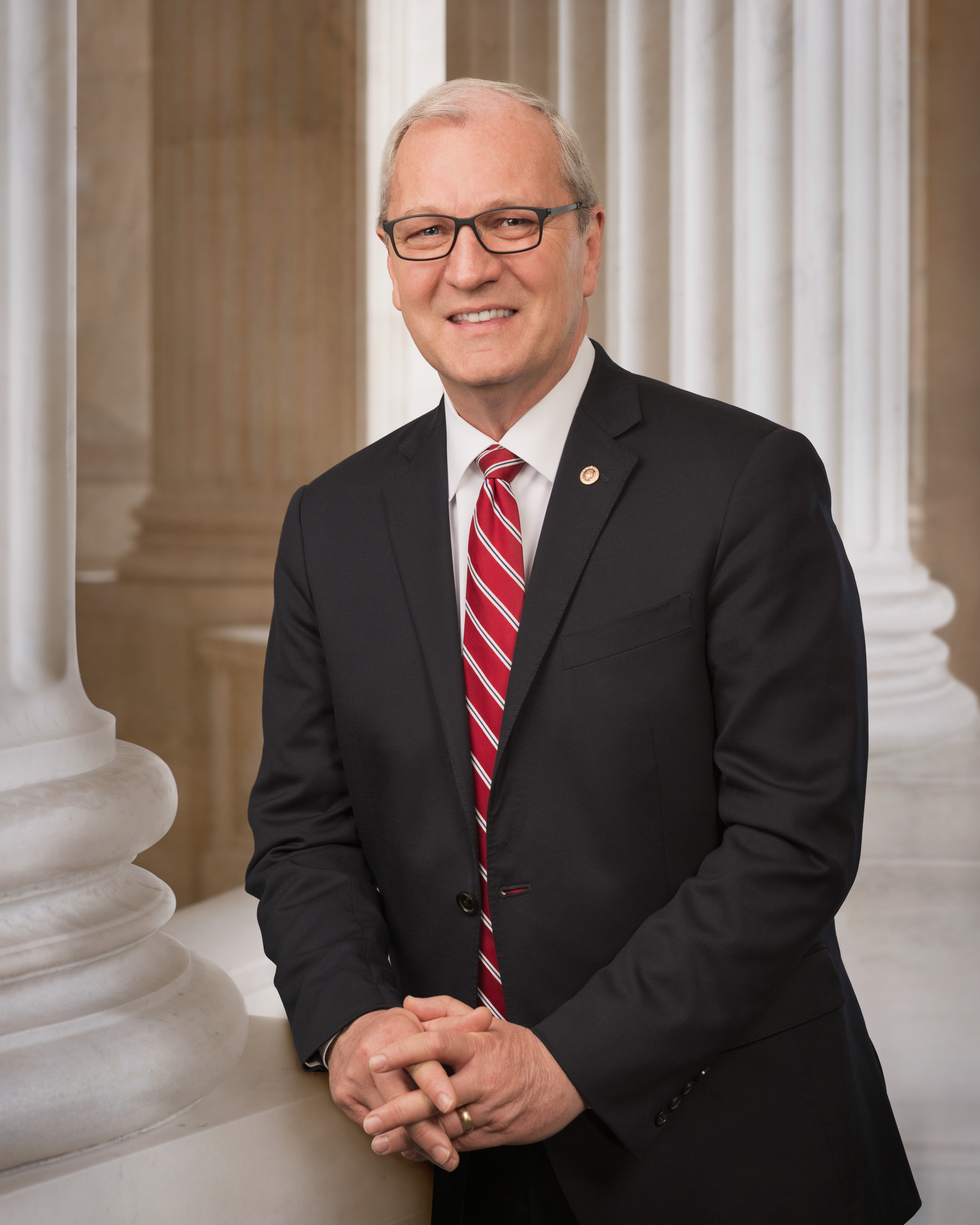
Kevin Cramer (R), sénateur depuis 2019.

## Élections
Les deux sénateurs sont élus au suffrage universel direct pour un mandat de six ans. Les prochaines élections auront lieu en novembre 2024 pour le siège de la classe I et en novembre 2022 pour le siège de la classe III.

## Liste des sénateurs
| Sénateur de classe I | Sénateur de classe I                         | Sénateur de classe I | Congrès                                | Sénateur de classe III | Sénateur de classe III               | Sénateur de classe III |
| -------------------- | -------------------------------------------- | -------------------- | -------------------------------------- | ---------------------- | ------------------------------------ | ---------------------- |
|                      | Lyman R. Casey (en) (républicain)            |                      | 51e (1889-1891)                        |                        | Gilbert A. Pierce (en) (républicain) |                        |
| 52e (1891-1893)      | Lyman R. Casey (en) (républicain)            |                      | Henry C. Hansbrough (en) (républicain) |                        |                                      |                        |
|                      | William N. Roach (en) (démocrate)            |                      | Henry C. Hansbrough (en) (républicain) | 53e (1893-1895)        |                                      |                        |
| 54e (1895-1897)      | William N. Roach (en) (démocrate)            |                      | Henry C. Hansbrough (en) (républicain) |                        |                                      |                        |
| 55e (1897-1899)      | William N. Roach (en) (démocrate)            |                      | Henry C. Hansbrough (en) (républicain) |                        |                                      |                        |
|                      | Porter J. McCumber (en) (républicain)        |                      | Henry C. Hansbrough (en) (républicain) | 56e (1899-1901)        |                                      |                        |
| 57e (1901-1903)      | Porter J. McCumber (en) (républicain)        |                      | Henry C. Hansbrough (en) (républicain) |                        |                                      |                        |
| 58e (1903-1905)      | Porter J. McCumber (en) (républicain)        |                      | Henry C. Hansbrough (en) (républicain) |                        |                                      |                        |
| 59e (1905-1907)      | Porter J. McCumber (en) (républicain)        |                      | Henry C. Hansbrough (en) (républicain) |                        |                                      |                        |
| 60e (1907-1909)      | Porter J. McCumber (en) (républicain)        |                      | Henry C. Hansbrough (en) (républicain) |                        |                                      |                        |
| 61e (1909)           | Porter J. McCumber (en) (républicain)        |                      | Martin N. Johnson (en) (républicain)   |                        |                                      |                        |
| 61e (1909-1910)      | Porter J. McCumber (en) (républicain)        |                      | Fountain L. Thompson (en) (démocrate)  |                        |                                      |                        |
| 61e (1910-1911)      | Porter J. McCumber (en) (républicain)        |                      | William E. Purcell (en) (démocrate)    |                        |                                      |                        |
| 61e (1911)           | Porter J. McCumber (en) (républicain)        |                      | Asle Gronna (en) (républicain)         |                        |                                      |                        |
| 62e (1911-1913)      | Porter J. McCumber (en) (républicain)        |                      | Asle Gronna (en) (républicain)         |                        |                                      |                        |
| 63e (1913-1915)      | Porter J. McCumber (en) (républicain)        |                      | Asle Gronna (en) (républicain)         |                        |                                      |                        |
| 64e (1915-1917)      | Porter J. McCumber (en) (républicain)        |                      | Asle Gronna (en) (républicain)         |                        |                                      |                        |
| 65e (1917-1919)      | Porter J. McCumber (en) (républicain)        |                      | Asle Gronna (en) (républicain)         |                        |                                      |                        |
| 66e (1919-1921)      | Porter J. McCumber (en) (républicain)        |                      | Asle Gronna (en) (républicain)         |                        |                                      |                        |
| 67e (1921-1923)      | Porter J. McCumber (en) (républicain)        |                      | Edwin F. Ladd (en) (républicain)       |                        |                                      |                        |
|                      | Lynn Frazier (républicain-LNP)               |                      | Edwin F. Ladd (en) (républicain)       | 68e (1923-1925)        |                                      |                        |
| 69e (1925)           | Lynn Frazier (républicain-LNP)               |                      | Edwin F. Ladd (en) (républicain)       |                        |                                      |                        |
| 69e (1925-1927)      | Lynn Frazier (républicain-LNP)               |                      | Gerald Nye (républicain)               |                        |                                      |                        |
| 70e (1927-1929)      | Lynn Frazier (républicain-LNP)               |                      | Gerald Nye (républicain)               |                        |                                      |                        |
| 71e (1929-1931)      | Lynn Frazier (républicain-LNP)               |                      | Gerald Nye (républicain)               |                        |                                      |                        |
| 72e (1931-1933)      | Lynn Frazier (républicain-LNP)               |                      | Gerald Nye (républicain)               |                        |                                      |                        |
| 73e (1933-1935)      | Lynn Frazier (républicain-LNP)               |                      | Gerald Nye (républicain)               |                        |                                      |                        |
| 74e (1935-1937)      | Lynn Frazier (républicain-LNP)               |                      | Gerald Nye (républicain)               |                        |                                      |                        |
| 75e (1937-1939)      | Lynn Frazier (républicain-LNP)               |                      | Gerald Nye (républicain)               |                        |                                      |                        |
| 76e (1939-1941)      | Lynn Frazier (républicain-LNP)               |                      | Gerald Nye (républicain)               |                        |                                      |                        |
|                      | William Langer (en) (républicain-LNP)        |                      | Gerald Nye (républicain)               | 77e (1941-1943)        |                                      |                        |
| 78e (1943-1945)      | William Langer (en) (républicain-LNP)        |                      | Gerald Nye (républicain)               |                        |                                      |                        |
| 79e (1945)           | William Langer (en) (républicain-LNP)        |                      | John Moses (en) (démocrate)            |                        |                                      |                        |
| 79e (1945-1947)      | William Langer (en) (républicain-LNP)        |                      | Milton Young (en) (républicain)        |                        |                                      |                        |
| 80e (1947-1949)      | William Langer (en) (républicain-LNP)        |                      | Milton Young (en) (républicain)        |                        |                                      |                        |
| 81e (1949-1951)      | William Langer (en) (républicain-LNP)        |                      | Milton Young (en) (républicain)        |                        |                                      |                        |
| 82e (1951-1953)      | William Langer (en) (républicain-LNP)        |                      | Milton Young (en) (républicain)        |                        |                                      |                        |
| 83e (1953-1955)      | William Langer (en) (républicain-LNP)        |                      | Milton Young (en) (républicain)        |                        |                                      |                        |
| 84e (1955-1957)      | William Langer (en) (républicain-LNP)        |                      | Milton Young (en) (républicain)        |                        |                                      |                        |
| 85e (1957-1959)      | William Langer (en) (républicain-LNP)        |                      | Milton Young (en) (républicain)        |                        |                                      |                        |
| 86e (1959)           | William Langer (en) (républicain-LNP)        |                      | Milton Young (en) (républicain)        |                        |                                      |                        |
|                      | Clarence Norman Brunsdale (en) (républicain) |                      | Milton Young (en) (républicain)        | 86e (1959-1960)        |                                      |                        |
|                      | Quentin N. Burdick (démocrate-NPL)           |                      | Milton Young (en) (républicain)        | 86e (1961-1960)        |                                      |                        |
| 87e (1961-1963)      | Quentin N. Burdick (démocrate-NPL)           |                      | Milton Young (en) (républicain)        |                        |                                      |                        |
| 88e (1963-1965)      | Quentin N. Burdick (démocrate-NPL)           |                      | Milton Young (en) (républicain)        |                        |                                      |                        |
| 89e (1965-1967)      | Quentin N. Burdick (démocrate-NPL)           |                      | Milton Young (en) (républicain)        |                        |                                      |                        |
| 90e (1967-1969)      | Quentin N. Burdick (démocrate-NPL)           |                      | Milton Young (en) (républicain)        |                        |                                      |                        |
| 91e (1969-1971)      | Quentin N. Burdick (démocrate-NPL)           |                      | Milton Young (en) (républicain)        |                        |                                      |                        |
| 92e (1971-1973)      | Quentin N. Burdick (démocrate-NPL)           |                      | Milton Young (en) (républicain)        |                        |                                      |                        |
| 93e (1973-1975)      | Quentin N. Burdick (démocrate-NPL)           |                      | Milton Young (en) (républicain)        |                        |                                      |                        |
| 94e (1975-1977)      | Quentin N. Burdick (démocrate-NPL)           |                      | Milton Young (en) (républicain)        |                        |                                      |                        |
| 95e (1977-1979)      | Quentin N. Burdick (démocrate-NPL)           |                      | Milton Young (en) (républicain)        |                        |                                      |                        |
| 96e (1979-1981)      | Quentin N. Burdick (démocrate-NPL)           |                      | Milton Young (en) (républicain)        |                        |                                      |                        |
| 97e (1981-1983)      | Quentin N. Burdick (démocrate-NPL)           |                      | Mark Andrews (en) (républicain)        |                        |                                      |                        |
| 98e (1983-1985)      | Quentin N. Burdick (démocrate-NPL)           |                      | Mark Andrews (en) (républicain)        |                        |                                      |                        |
| 99e (1985-1987)      | Quentin N. Burdick (démocrate-NPL)           |                      | Mark Andrews (en) (républicain)        |                        |                                      |                        |
| 100e (1987-1989)     | Quentin N. Burdick (démocrate-NPL)           |                      | Kent Conrad (démocrate)                |                        |                                      |                        |
| 101e (1989-1991)     | Quentin N. Burdick (démocrate-NPL)           |                      | Kent Conrad (démocrate)                |                        |                                      |                        |
| 102e (1991-1992)     | Quentin N. Burdick (démocrate-NPL)           |                      | Kent Conrad (démocrate)                |                        |                                      |                        |
|                      | Jocelyn Burdick (démocrate-NPL)              |                      | Kent Conrad (démocrate)                | 102e (1992)            |                                      |                        |
|                      | Kent Conrad (démocrate-NPL)                  |                      | 102e (1992-1993)                       |                        | Byron Dorgan (démocrate)             |                        |
| 103e (1993-1995)     | Kent Conrad (démocrate-NPL)                  |                      |                                        |                        | Byron Dorgan (démocrate)             |                        |
| 104e (1995-1997)     | Kent Conrad (démocrate-NPL)                  |                      |                                        |                        | Byron Dorgan (démocrate)             |                        |
| 105e (1997-1999)     | Kent Conrad (démocrate-NPL)                  |                      |                                        |                        | Byron Dorgan (démocrate)             |                        |
| 106e (1999-2001)     | Kent Conrad (démocrate-NPL)                  |                      |                                        |                        | Byron Dorgan (démocrate)             |                        |
| 107e (2001-2003)     | Kent Conrad (démocrate-NPL)                  |                      |                                        |                        | Byron Dorgan (démocrate)             |                        |
| 108e (2003-2005)     | Kent Conrad (démocrate-NPL)                  |                      |                                        |                        | Byron Dorgan (démocrate)             |                        |
| 109e (2005-2007)     | Kent Conrad (démocrate-NPL)                  |                      |                                        |                        | Byron Dorgan (démocrate)             |                        |
| 110e (2007-2009)     | Kent Conrad (démocrate-NPL)                  |                      |                                        |                        | Byron Dorgan (démocrate)             |                        |
| 111e (2009-2011)     | Kent Conrad (démocrate-NPL)                  |                      |                                        |                        | Byron Dorgan (démocrate)             |                        |
| 112e (2011-2013)     | Kent Conrad (démocrate-NPL)                  |                      | John Hoeven (républicain)              |                        |                                      |                        |
|                      | Heidi Heitkamp (démocrate-NPL)               |                      | John Hoeven (républicain)              | 113e (2013-2015)       |                                      |                        |
| 114e (2015-2017)     | Heidi Heitkamp (démocrate-NPL)               |                      | John Hoeven (républicain)              |                        |                                      |                        |
| 115e (2017-2019)     | Heidi Heitkamp (démocrate-NPL)               |                      | John Hoeven (républicain)              |                        |                                      |                        |
|                      | Kevin Cramer (républicain)                   |                      | John Hoeven (républicain)              | 116e (2019-2021)       |                                      |                        |
| 117e (2021-2023)     | Kevin Cramer (républicain)                   |                      | John Hoeven (républicain)              |                        |                                      |                        |
| 118e (2023-2025)     | Kevin Cramer (républicain)                   |                      | John Hoeven (républicain)              |                        |                                      |                        |
| 119e (2023-2025)     | Kevin Cramer (républicain)                   |                      | John Hoeven (républicain)              |                        |                                      |                        |